# 鲁亚克 (阿摩尔滨海省)
鲁亚克（法語：Rouillac，法語發音：[ʁujak] ⓘ）是法国阿摩尔滨海省的一个市镇，位于该省东部偏南，属于迪南区。

## 地理
鲁亚克（48°18'34"N, 2°21'58"W）面积15.77 平方千米，位于法国布列塔尼大區阿摩尔滨海省，该省份为法国西北部沿海省份，位于布列塔尼半岛北部，北濒大西洋英吉利海峡，西接菲尼斯泰尔省，南至莫尔比昂省，东临伊勒-维莱讷省。
与鲁亚克接壤的市镇（或旧市镇、城区）包括：埃雷阿克、普莱内瑞贡、塞维尼亚克、梅里亚克、勒默内。

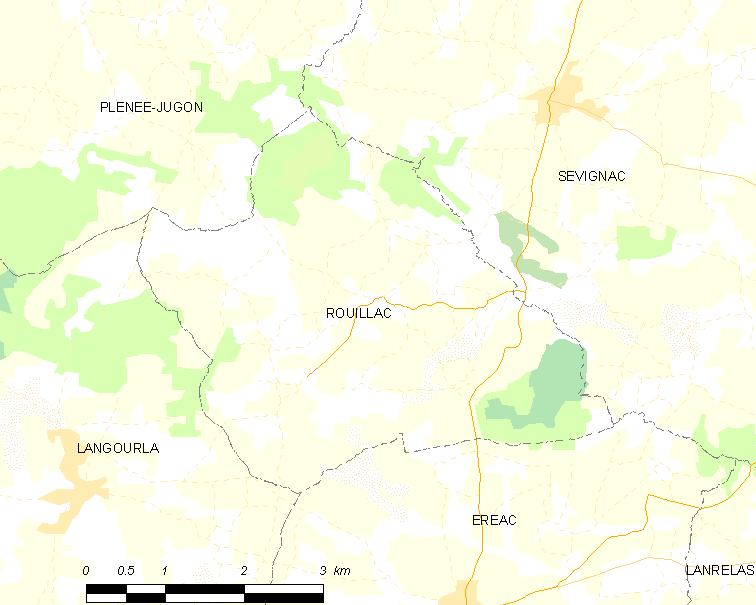
的OSM定位图

鲁亚克的时区为UTC+01:00、UTC+02:00（夏令时）。

## 行政
鲁亚克的邮政编码为22250，INSEE市镇编码为22267。

## 政治
鲁亚克所属的省级选区为布龙县。

## 人口

1962-2008年间人口变化图示

鲁亚克于2022年1月1日时的人口数量为402人。